# Evangelische Superintendentur H. B. Böhmen
Die Evangelische Superintendentur H. B. Böhmen war eine Superintendentur der Evangelischen Kirche H. B. in Österreich, die von 1785 bis 1918 bestand.

## Organisation
Die Superintendentur umfasste 61 (Stand: 1913) tschechischsprachige Pfarrgemeinden in Böhmen. Im Jahr 1913 gehörten ihr rund 80.000 Gläubige an. Sie war in drei Seniorate gegliedert: das Chrudimer Seniorat, das Podiebrader Seniorat und das Prager Seniorat. Der Amtssitz des an ihrer Spitze stehenden Superintendenten war nicht festgelegt und hing davon ab, wo er jeweils als Gemeindepfarrer wirkte.

## Geschichte

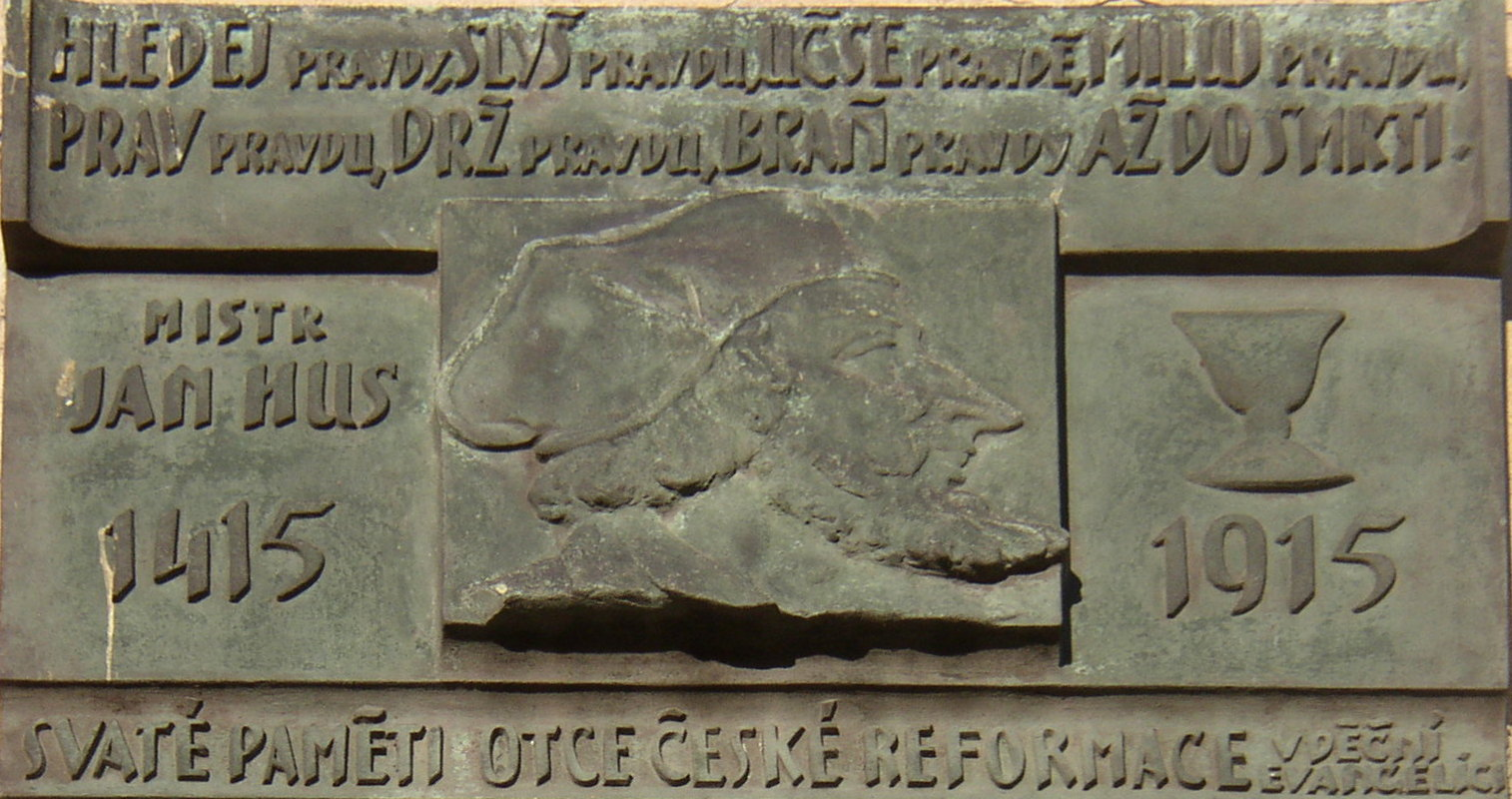
Gedenktafel für Jan Hus, angebracht 1915 an der Evangelischen Kirche in Libschitz

Die Evangelische Superintendentur H. B. Böhmen wurde wie die Evangelische Superintendentur H. B. Mähren 1785 unter Kaiser Joseph II. eingerichtet.
Die Superintendenten von Böhmen waren (Amtszeit in Klammern):
- Ferenc Kovács (1785–1788)
- Samuel Szücs (1788–1798)
- György Fazekas (1798–1810)
- László Baka (1810–1820)
- Matěj Kubeš (1820–1855)
- František Filipi (1857–1861)
- Jan Veselý (1863–1889)[3]
- Justus Emanuel Szalatnay (1889–1910)[4]
- Čeněk Dušek (1910–1918)[5]

Mitte des 19. Jahrhunderts formierte sich in den böhmischen Ländern eine neo-hussitische Bewegung, die sich auf das Erbe der Confessio Bohemica berief. Ihre Anhänger betonten, im nationalen Sinn, dezidiert tschechische reformatorische Traditionen. Dies ging mit einer Abgrenzung zum politischen und kirchlichen Zentrum Wien einher. Die Veranstaltungen anlässlich des 500. Todestags von Jan Hus im Jahr 1905 bildeten einen ersten Höhepunkt im Bestreben, eine unierte „tschechische Nationalkirche“ zu schaffen, die auch die tschechischen Gemeinden der Evangelischen Kirche A. B. in Österreich umfassen sollte. Am 17. Dezember 1918 erklärten die tschechischen Gemeinden A. B. und H. B. auf einer Generalsynode in Prag ihre Loslösung von den Evangelischen Kirchen A. B. und H. B. in Österreich. Dies bedeutete das Ende der Evangelischen Superintendentur H. B. Böhmen. Ihre Gemeinden gehörten von da an zur unierten Evangelischen Kirche der Böhmischen Brüder.

## Gemeinden (Auswahl)
| Pfarrgemeinde       | Gründungsjahr                                     | Seniorat  | Kirchengebäude | Bild                                       |
| ------------------- | ------------------------------------------------- | --------- | --- | ------------------------------------------ |
| Böhmisch-Rothwasser | 1782                                              | Chrudim   | Evangelische Kirche in Böhmisch-Rothwasser; Kapelle in Schwillbogen (Filialgemeinde), Toleranzbethaus in Tschenkowitz (Filialgemeinde)        | Evangelische Kirche in Böhmisch-Rothwasser |
| Borowá              | 1784                                              | Chrudim   | Toleranzbethaus in Borowá | Toleranzbethaus in Borowá                  |
| Boschin             | 1783                                              | Podiebrad | Evangelische Kirche in Boschin | Evangelische Kirche in Boschin             |
| Bukowka             | 1782                                              | Podiebrad | Evangelische Kirche in Bukowka | Evangelische Kirche Bukowka                |
| Butschina           | 1784                                              | Chrudim   | Toleranzbethaus in Butschina | Evangelische Kirche Butschina              |
| Čáslau              | 1784 (in Motschowitz, 1866 Verlegung nach Čáslau) | Chrudim   | Evangelische Kirche in Čáslau; Friedhofskapelle in Zwiestowitz (Filialgemeinde; Gebäudenutzung gemeinsam mit der Gemeinde A. B. in Opatowitz) | Evangelische Kirche Čáslau                 |
| Černilow            | 1784                                              | Podiebrad | Evangelisch-reformierte Kirche in Černilow | Evangelisch-reformierte Kirche Černilow    |
| Chleb               | 1783                                              | Podiebrad | Evangelische Kirche in Chleb | Evangelische Kirche Chleb                  |
| Chotzen             | 1862                                              | Chrudim   | Evangelische Kirche in Chotzen | Evangelische Kirche Chotzen                |
| Chwaletitz          | 1783                                              | Podiebrad | Evangelische Kirche in Chwaletitz | Evangelische Kirche Chwaletitz             |
| Dwakatschowitz      | 1783                                              | Chrudim   | Evangelische Kirche in Dwakatschowitz | Evangelische Kirche Dwakatschowitz         |
| Horschatew          | 1782                                              | Podiebrad | Toleranzbethaus in Horschatew | Toleranzbethaus in Horschatew              |
| Hradischt           | 1783                                              | Chrudim   | Toleranzbethaus in Hradischt | Toleranzbethaus in Hradischt               |
| Kloster             | 1783                                              | Podiebrad | Evangelische Kirche in Kloster | Evangelische Kirche in Kloster             |
| Kolin               | 1867/1868                                         | Chrudim   | Evangelische Kirche in Kolin | Evangelische Kirche in Kolin               |
| Krabschitz          | 1784                                              | Prag      | Evangelische Kirche in Krabschitz | Evangelische Kirche in Krabschitz          |
| Krakowan            | 1784                                              | Podiebrad | Toleranzbethaus in Krakowan | Toleranzbethaus in Krakowan                |
| Krauna              | 1784                                              | Chrudim   | Evangelische Kirche in Krauna | Evangelische Kirche in Krauna              |
| Kschel              | 1782                                              | Prag      | Evangelische Kirche in Kschel | Evangelische Kirche in Kschel              |
| Letschitz           | 1785                                              | Prag      | Toleranzbethaus in Letschitz | Ehemaliges Toleranzbethaus in Letschitz    |
| Libenitz            | 1827                                              | Chrudim   | Toleranzbethaus in Libenitz | Toleranzbethaus in Libenitz                |
| Libisch             | 1783                                              | Prag      | Toleranzbethaus in Libisch | Toleranzbethaus in Libisch                 |
| Libitz              | 1781                                              | Podiebrad | Evangelische Kirche in Libitz | Evangelische Kirche in Libitz              |
| Libschitz           | 1899 (1833 als Filialgemeinde von Letschitz)      | Prag      | Evangelische Kirche in Libschitz | Evangelische Kirche in Libschitz           |
| Liebstadtl          | 1781                                              | Podiebrad | Reformiertes Toleranzbethaus in Liebstadtl | Reformiertes Toleranzbethaus in Liebstadtl |
| Lissa               | 1786                                              | Prag      | Toleranzbethaus in Lissa | Reformiertes Toleranzbethaus in Lissa      |
| Lositz              | 1843 (zuvor Filialgemeinde von Dwakatschowitz)    | Chrudim   | Evangelische Kirche in Lositz | Evangelische Kirche in Lositz              |
| Morawetsch          | 1782                                              | Prag      | Evangelische Kirche in Morawetsch | Evangelische Kirche in Morawetsch          |
| Nebudschel          | 1782                                              | Prag      | Evangelische Kirche in Nebudschel | Evangelische Kirche in Nebudschel          |
| Ober-Krauppen       | 1868 (1827 als Filialgemeinde von Sazau)          | Chrudim   | Evangelische Kirche in Ober-Krauppen | Evangelische Kirche in Ober-Krauppen       |
| Opatau              | 1861 (zuvor Filialgeinde von Morawetsch)          | Prag      | Evangelische Kirche in Opatau | Evangelische Kirche in Opatau              |
| Prag                | 1847                                              | Prag      | Clemenskirche in Prag | Clemenskirche in Prag                      |
| Prosetsch           | 1786                                              | Chrudim   | Toleranzbethaus in Prosetsch | Toleranzbethaus in Prosetsch               |
| Sazau               | 1785                                              | Chrudim   | Evangelische Kirche in Sazau | Evangelische Kirche in Sazau               |
| Semonitz            | 1867                                              | Podiebrad | Evangelische Kirche in Semonitz | Evangelische Kirche in Semonitz            |
| Semtesch            | 1781/1782                                         | Podiebrad | Evangelische Kirche in Semtesch | Evangelische Kirche in Semtesch            |
| Slaupnitz           | 1783                                              | Chrudim   | Toleranzbethaus in Slaupnitz; Toleranzbethaus in Dschbanow (Filialgemeinde)                                                                   | Toleranzbethaus in Slaupnitz               |
| Sobiehrad           | 1782                                              | Prag      | Evangelische Kirche in Sobiehrad | Evangelische Kirche in Sobiehrad           |
| Stermjech           | 1869 (1782 als Filialgemeinde von Morawetsch)     | Prag      | Toleranzbethaus in Stermjech | Toleranzbethaus in Stermjech               |
| Swratauch           | 1781                                              | Chrudim   | Toleranzbethaus in Swaratauch | Evangelische Kirche in Svratouch           |
| Telezi              | 1782                                              | Chrudim   | Evangelische Kirche in Telezi | Evangelische Kirche in Telezi              |
| Welenitz            | 1785                                              | Podiebrad | Evangelische Kirche in Welenitz | Evangelische Kirche in Welenitz            |
| Welim               | um 1781                                           | Prag      | Evangelische Kirche in Welim | Evangelische Kirche in Welim               |
| Wtelno              | 1783                                              | Prag      | Evangelische Kirche in Wtelno | Evangelische Kirche in Wtelno              |
| Wyssoka             | 1782                                              | Prag      | Toleranzbethaus in Wyssoka | Toleranzbethaus in Wyssoka                 |